# Лукач, Мария Яковлевна
Мари́я Я́ковлевна Лу́кач (настоящая фамилия Абрамо́вич; род. 23 января 1936, Одесса) — советская эстрадная певица, Заслуженная артистка РСФСР (1984).

## Биография
Отец погиб на войне в первые дни боёв под Сталинградом, мать работала медсестрой в госпитале.
Первое выступление юной Маши Абрамович было еще в госпитале во время войны. Её отец, Яков Абрамович, пал смертью храбрых на фронте. Мама после войны вышла замуж, и Мария взяла фамилию своего отчима - Лукач.
Окончила Одесское музыкальное училище по классу вокала Н. Суходольской. Правда её педагог Н. Суходольская готовила её в оперные примы, и Мария безукоризненно исполняла многие оперные партии, но на оперную сцену она так и не вышла. Любовь к эстрадной песне в то время перевесила. Девушка стала работать солисткой в известном одесском Доме офицеров. Там то её и заприметили популярные в своё время куплетисты и артисты эстрады А. Шуров и Н. Рыкунин и пригласили её в Москву. Они же помогли ей устроиться работать в московский мюзик-холл. Именно там Мария Лукач встретила своего будущего мужа - композитора Владимира Рубашевского. Вскоре молодые супруги стали вместе работать в оркестре Эдди Рознера. Владимир был там аккомпаниатором, а Мария - солисткой. Вместе с ними в то время работали в оркестре известные исполнители: М. Кристаллинская, И. Бржевская и набирающий ход знаменитый квартет "Аккорд". Кстати, именно Рубашевский привел в "Аккорд" своего друга баритона В. Лынковского.
С 1958 Мария Лукач работает в Москве, в коллективе А. Шурова и Н. Рыкунина, в оркестре Э. Рознера, в Московском мюзик-холле.
В 1960 году спела за кадром советско-французского фильма «Леон Гаррос ищет друга». Именно голосом Марии Лукач поёт на сцене наша мегазвезда Татьяна Самойлова песню «Не улетай, родной, не улетай».
В 1970-е гг. начала выступать с сольной программой в двух отделениях («Друзья и песни», «Мы будем вспоминать»). Записала более десяти долгоиграющих дисков, объехала с гастролями страну. В её исполнении звучали песни «Гуцулочка» Д. Тухманова — С. Острового, «Позови меня на свадьбу» В. Рубашевского — И. Кашежевой, «Татьянин день» Ю. Саульского — Н. Олева, «Август» Я. Френкеля — И. Гофф, «Песня про коня» Г. Гладкова — Р. Казана и многие другие. Выступала в дуэте с мужем, композитором и пианистом Владимиром Рубашевским, автором многих сочинений и аранжировок её репертуара.
В середине 70-х годов у Марии Лукач был весьма удачный период творчества. Вышло несколько пластинок-миньонов с песнями, и в 1977 году - большой диск-гигант «Песни для детей», на котором поместилось почти 20 детских песен. 12 июня 1977 года Мария Лукач выступила на эстрадном концерте в Москве в Кремлёвском Дворце Съездов. Были проведены еще несколько концертов на площадках Москвы.
В то время наша незабвенная Министр Культуры Екатерина Фурцева позаботилась об артистах филармонии, и для них был выпущен специальный автобус для гастролей, который был с железным корпусом. Летом в нём было безумно жарко, а зимой артисты в нём дубели от холода. Но дарёному коню в зубы не смотрят. Приходилось терпеть. Артисты прозвали этот чудо-автобус "фурценвагеном". Вот в таком "фурценвагене" Марии Лукач с музыкантами пришлось накрутить немало тысяч километров по просторам родной земли.
В 80-е годы артистка продолжала петь, но всё больше по весям России и союзных республик. Выступала с эстрадными оркестрами всесоюзного радио и телевидения п/у В. Н. Людвиковского и п/у Ю. В. Силантьева. Выступала с оркестром п/у В. Г. Рубашевского.
В 1994 году вместе с мужем эмигрировала в Израиль. Но стоит сказать, что артистка совсем не собиралась сидеть сложа руки в новой для неё стране. Она регулярно выступала и в 90-е годы и в последующее время и в Израиле, и в России. Мария Лукач и Владимир Рубашевский неоднократно принимали участие в джазовых фестивалях в Иерусалиме. Творческая пара активно занималась музыкой. Марию Яковлевну регулярно можно было слышать на концертах, на встречах с поклонниками. Многие поклонники в Израиле её помнили ещё с тех времён, когда молодая певица, окончившая музыкальное училище, работала в Одессе.
К сожалению, слишком мало супруги давали интервью. А ведь они одни из немногих, кто являлся для нас олицетворением советской песни и того безвозвратно утерянного времени, когда на сцену выходили только таланты. Жанровый диапазон Марии Лукач охватывает все виды эстрадной песни, от песен гражданского содержания до детских песенок, которые удавались ей с особым блеском. В 2002 году был издан альбом певицы «Подарите мне тигрёнка полосатого» с её песнями для детей. Также вышла компакт-кассета с песнями композитора Владимира Шаинского «Пусть бегут неуклюже». Русский "Happy Birthday", на которой была записана песня в исполнении певицы "Антошка" на слова поэта Юрия Энтина. В 2005 году в серии «Золотая коллекция ретро" вышел альбом c популярными песнями певицы состоящий из двух дисков. Также в вышедший альбом «Это печаль не твоя - Чистая женская слеза» была включена песня «Позови меня на свадьбу» в исполнении певицы.

## Личная жизнь
Муж — Владимир Григорьевич Рубашевский (28 февраля 1931, Баку — апрель 2024, Израиль) — советский композитор, пианист и дирижёр. Заслуженный деятель искусств России (1991).

## Фильмография
- 1976 — Марк Твен против… — эпизод[источник не указан 1307 дней]